# Restauranthogeschool van Umeå
De Restauranthogeschool van Umeå (Zweeds:Restauranghögskolan vid Umeå universitet, Engels: Umeå University School of Restaurant and Culinary Arts) is een hogeschool van restaurant en culinaire kunsten aan de Universiteit van Umeå in de provincie Västerbottens län in Zweden.

## Geschiedenis
De universiteit van Umeå begon in 1996 met een opleiding gastronomie en in 2002 werd de Restauranthogeschool een afzonderlijke eenheid binnen de Universiteit van Umeå. Sinds de late jaren 1990 is de Zweedse kok Gert Klotzke er gastprofessor. In 2005 werd een van Zweden's meest internationaal bekende chef-koks en restaurateurs Marcus Samuelsson benoemd als adjunct-professor aan de hogeschool. Mathias Dahlgren-Matsalen, de Zweedse chef-kok van het gelijknamige restaurant in Stockholm en houder van twee  Michelinsterren is er tegenwoordig ook adjunct-professor.